# Pomeni imen asteroidov: 27001–28000
Pregled pomenov imen asteroidov (malih planetov) od številke 27001 do 28000, ki jim je Središče za male planete dodelilo številko in so pozneje dobili tudi uradno ime  v skladu z dogovorjenim načinom imenovanja. Pregled je preverjen z Schmadelovim “Slovarjem imen malih planetov” (“Dictionary of Minor Planet Names”). 
Pregled pojasnjuje izvor oziroma pomen imen asteroidov, ki ga je priznala Mednarodna astronomska zveza (IAU). Nekateri asteroidi imajo imajo dodatno pojasnilo o izvoru imena, ki pa vedno ni popolnoma zanesljivo (oznaka “†” ali “‡“). Pojasnilo o izvoru imena, ki je označeno z * je potrebno preveriti ali poiskati še v “Slovarju imen malih planetov”.
| Ime                 | Začasna oznaka | Izvor imena |
| 27001–27100         | 27001–27100    | 27001–27100 |
| ------------------- | -------------- | --- |
| 27003 Katoizumi     | 1998 DB13      | Izumi Kato, japonski pevec † |
| 27049 Kraus         | 1998 SB3       | Adam Levi Kraus, ameriški astronom † |
| 27056 Ginoloria     | 1998 SB28      | Gino Loria, italijanski matematik in zgodovinar matematike † |
| 27079 Vsetín        | 1998 TO6       | mesto Vsetín, Vlaška, področje vzhodne Moravske, Češka, kraj, kjer je javni observatorij, osnovan v letu 1950 † ‡ Arhivirano 2007-12-19 na Wayback Machine. + |
| 27087 Tillmannmohr  | 1998 UA15      | Tillmann Mohr, direktor EUMETSATa (European Organisation for the Exploitation of Meteorological Satellites) † ‡ |
| 27088 Valmez        | 1998 UC15      | mesto Valašské Meziříčí, Vlaška vzhodna Moravska, Češka † |
| 27094 Salgari       | 1998 UC23      | Emilio Salgari (1862 – 1911), italijanski pisatelj pustolovskih romanov † |
| 27095 Girardiwanda  | 1998 UE23      | Wanda Girardi Castellani (znana tudi kot Girardi Wanda), italijanska pesnica in časnikarka † |
| 27101–27200         |                | |
| 27114 Lukasiewicz   | 1998 WG2       | Jan Łukasiewicz (1878 – 1956), poljski matematik in logik, izumitelj obrnjenega poljskega zapisa (RPN ali Reverse Polish Notation) † |
| 27120 Isabelhawkins | 1998 WV8       | Isabel Trecco Hawkins, ameriška astrokemičarka in direktorica Centra za znanstveno vzgojo (Center for Science Education) na Laboratoriju za vesoljske znanosti (Space Sciences laboratory) pri Univerzi Berkeley (University Berkeley) †                                                 |
| 27130 Dipaola       | 1998 XA3       | Andrea Di Paola (rojen 1996), italijanski astronom † Arhivirano 2008-08-01 na Wayback Machine. |
| 27132 Ježek         | 1998 XJ9       | Jaroslav Ježek (1906 – 1942), češki skladatelj † Arhivirano 2010-09-01 na Wayback Machine. |
| 27150 Annasante     | 1998 YQ3       | 27150 †] |
| 27201–27300         |                | |
| 27267 Wiberg        | 1999 YH7       | Kenneth B. Wiberg, ameriški spektroskopist in kemik in odkriteljev svetovalec pri doktoratu † |
| 27270 Guidotti      | 2000 AY4       | Guido Guidotti, italijanski ljubiteljski astronom † Arhivirano 2008-08-01 na Wayback Machine. |
| 27301–27400         |                | |
| 27341 Fabiomuzzi    | 2000 CK97      | Fabio Muzzi, italijanski ljubiteljski astronom † |
| 27344 Vesevlada     | 2000 DM2       | Vladimír Veselý, češki raziskovalec apiculture † Arhivirano 2010-09-01 na Wayback Machine. |
| 27396 Shuji         | 2000 EE101     | Shuji Nakamura, japonski-ameriški inženir elektronike, izumitelj modrega LED in vijolično-modrega laserja † |
| 27401–27500         |                | |
| 27500 Mandelbrot    | 2000 GW132     | Benoît Mandelbrot (1924–2010), francosko-ameriški matematik † |
| 27501–27600         |                | |
| 27502 Stephbecca    | 2000 GR137     | Stephanie E. in Rebecca N. Wasserman, hčerki odkritelja † |
| 27514 Markov        | 2000 HM3       | Andrej Andreevič Markov (rusko Андрей Андреевич Марков) (1856 – 1922), ruski matematik † |
| 27525 Vartovka      | 2000 HZ34      | grič Vartovka blizu mesta Banská Bystrica, Slovaška, na njegovem vrhu je bil opazovalni stolp iz 16. stoletja, ki so ga leta 1961 preuredili v javni observatorij † ‡ Arhivirano 2010-09-01 na Wayback Machine.                                                                          |
| 27601–27700         |                | |
| 27660 Waterwayuni   | 1978 TR7       | Sankt Peterburška državna univerza vodnih komunikacij (Санкт-Петербургский государственный университет водных коммуникаций), Rusija † |
| 27701–27800         |                | |
| 27706 Strogen       | 1985 TM3       | James A. Strogen, ameriški upravljavec teleskopa (na Observatoriju Mount Wilson), vodja Astronomske družbe Los Abgelesa (Los Angeles Astronomical Society), pomagal je tudi pri organizaciji arhiva fotografskih plošč na 1,2 m Schmidt-Ochinovem teleskopu na Observatoriju Palomar † ‡ |
| 27709 Orenburg      | 1988 CU3       | mesto Orenburg (rusko Оренбу́рг), Rusija † |
| 27710 Henseling     | 1988 RY1       | Robert Henseling, nemški učitelj in avtor popularnih del iz astronomije, izdajatelj letne Zvezdne knjižice (Sternbüchlein), ustanovitelj Ljudskega observatorija Stuttgart (Stuttgart Volkssternwarte) in časopisa Die Sterne (Zvezde) †                                                 |
| 27711 Kirschvink    | 1988 VT4       | Joseph Lynn Kirschvink, ameriški znanstvenik in strokovnjak za Zemljo † ‡ |
| 27712 Coudray       | 1988 VR7       | Clemens Wenzeslaus Coudray, nemški dvorni arhitekt † |
| 27716 Nobuyuki      | 1989 CX1       | Nobujuki Jamaguči, japonski meteorolog in astronom † |
| 27719 Fast          | 1989 SR3       | Wilhelm Fast, ruski matematik, ki je usmerjal projekt za izdelavo modela eksplozije v Tunguski in njegova hčerka Annie, ki je pomagala pri naslednjih projektih † |
| 27736 Ekaterinburg  | 1990 SA6       | mesto Ekaterinburg, Rusija † |
| 27739 Kimihiro      | 1990 UV        | Kimihiro Matsugi, japonski osnovnošolski učitelj in predstavitelj na Observatoriju Geisei † |
| 27740 Obatomoyuki   | 1990 UC1       | Tomoyuki Oba, japonski visokošolski učitelj in predstavitelj na Observatoriju Geisei † |
| 27748 Vivianhoette  | 1991 AL        | Vivian Hoette, ameriški astronomski vzgojitelj na Observatoriju Yerkes za znanstveni center Lawrence Hall of Science (LHS) v Kaliforniji † |
| 27758 Michelson     | 1991 RJ4       | Albert Abraham Michelson, v Nemčiji rojen ameriški fizik in prejemnik Nobelove nagrade † |
| 27764 von Flüe      | 1991 RV40      | Saint Nicholas of Flue (Niklaus von Flüe) (1417 – 1487), švicarski občinski svetnik, sodnik, mistik, politik in pozneje puščavnik ter svetnik zaščitnik Švice † |
| 27765 Brockhaus     | 1991 RJ41      | Friedrich Arnold Brockhaus (1772 – 1823), nemški založnik, najbolj znan je po Enciklopediji Brockhaus (Brockhaus Enziklopëdie), ki je služila kot model za druge referenčne knjige † |
| 27776 Cortland      | 1992 DH1       | Državna univerza new Yorka v Cortlandu (State University of New York at Cortland ) † ‡ + Arhivirano 2005-03-13 na Wayback Machine. |
| 27789 Astrakhan     | 1993 BB7       | Astrahanski kanat, tatarska fevdalna država, ustanovljena v 15. stoletju † |
| 27791 Masaru        | 1993 DD1       | Masaru Kubota, japonski televizijski napovedovalec, napovedovalec vremena in popularizator znanosti in astronomije † |
| 27792 Fridakahlo    | 1993 DR2       | Frida Kahlo (1907 – 1954), mehiška slikarka † |
| 27801–27900         |                | |
| 27810 Daveturner    | 1993 OC2       | David G. Turner, kanadski astronom † Arhivirano 2005-08-29 na Wayback Machine. |
| 27845 Josephmeyer   | 1994 TJ16      | Joseph Meyer (1796 – 1856), nemški trgovec in založnik, ustanovitelj Bibliografskega inštituta (Bibliographisches Institut ) v Gothi, uvedel je naročniški način izdajanja enciklopedij †                                                                                                |
| 27846 Honegger      | 1994 TT16      | Arthur Honegger (1892 – 1955), švicarsko-francoski skladatelj † |
| 27849 Suyumbika     | 1994 UU1       | stopl Sujumbika, simbol mesta Kazan, ki je eno izmed najstarejših mest v Rusiji; legenda pravi, da se je princesa Sujumbika raje vrgla iz stolpa, kot da bi se predala sovražnikom, ki so oblegali mesto †                                                                               |
| 27864 Antongraff    | 1995 EA9       | Anton Graff (1736 – 1813), švicarski slikar portretov † |
| 27870 Jillwatson    | 1995 VW        | Jill Watson, ameriški diplomiranec na Akademiji zračnih sil Združenih držav Amerike (U.S. Air Force Academy) † |
| 27879 Shibata       | 1996 CZ2       | Shinpei Shibata, japonski astrofizik † |
| 27901–28000         |                | |
| 27915 Nancywright   | 1996 UU1       | Nancy Wright, prijateljica odkritelja † |
| 27917 Edoardo       | 1996 VU2       | Edoardo Tesi, vnuk Luciana Tesija † Arhivirano 2008-08-01 na Wayback Machine. |
| 27922 Mascheroni    | 1996 XW8       | Lorenzo Mascheroni (1750 – 1800), italijanski matematik † |
| 27947 Emilemathieu  | 1997 NH3       | Émile Léonard Mathieu (1835 – 1890), francoski matematik † |
| 27949 Jonasz        | 1997 NU4       | Michel Jonasz (rojen 1947), francoski pesnik in pevec † |
| 27952 Atapuerca     | 1997 PR4       | Atapuerca, majhna španska gorska veriga v provinci Burgos, Unescova svetovna dediščina, ker so tukaj našli večje število čoveških fosilov † |
| 27959 Fagioli       | 1997 SE1       | Giancarlo Fagioli, italijanski kartograf in ljubiteljski astronom † Arhivirano 2008-08-01 na Wayback Machine. |
| 27974 Drejsl        | 1997 UH        | Radim Drejsl, češki skladatelj † |
| 27975 Mazurkiewicz  | 1997 UJ1       | Stefan Mazurkiewicz (1888 – 1945), poljski matematik † |
| 27977 Distratis     | 1997 UK5       | Cosimo Distratis, italijanski podpornik ljudskega observatorija v kraju Montefusco Uggiano v Italiji † Arhivirano 2008-08-01 na Wayback Machine. |
| 27978 Lubosluka     | 1997 UN9       | Luboš Sluka, češki skladatelj † Arhivirano 2010-09-01 na Wayback Machine. Arhivirano 2010-09-01 na Wayback Machine. |
| 27983 Bernardi      | 1997 UU24      | Fabrizio Bernardi, italijanski astronom † |
| 27984 Herminefranz  | 1997 VN        | Hermine in Franz Stoss, starša odkritelja, v Banatu rojenega nemškega ljubiteljskega astronoma Rainer Michaela Stossa † |
| 27985 Remanzacco    | 1997 VC1       | občina Remanzacco, Italija, nahajališče Observatorija Remanzacco † |
| 27986 Hanuš         | 1997 VV2       | Jan Hanuš (1915 – 2004), češki skladatelj † Arhivirano 2010-09-01 na Wayback Machine. Arhivirano 2010-09-01 na Wayback Machine. |
| 27988 Menabrea      | 1997 VA4       | Luigi Federico Menabrea (1809 – 1896), italijanski (piemontski) matematik in državnik † |

| Predhodnik: 26001–27000 | Pomeni imen asteroidov Seznam asteroidov (27001-27250) Seznam asteroidov (27251-27500) Seznam asteroidov (27501-27750) Seznam asteroidov (27751-28000) | Naslednik: 28001–29000 |